# Idris 1. af Libyen
Idris 1. af Libyen født som Muhammad Idris al-Sanusi (12. marts 1890 – 25. maj 1983) var den første og eneste konge af Libyen i perioden 1951-1969.
Idris blev Emir af Cyrenaika i Benghazi 1. marts 1949 og blev konge af Kongeriget Libyen i 1951, indsat af FN på grund af hans modstand mod aksemagterne (Nazityskland).
Mens Idris modtog lægehjælp i Tyrkiet, foretog Oberst Muammar al-Gaddafi 1. september 1969 et statskup, hvorved kongen blev afsat.
Han levede derefter i eksil i Grækenland og senere Egypten, hvor han boede til sin død.